# Economía de Finlandia

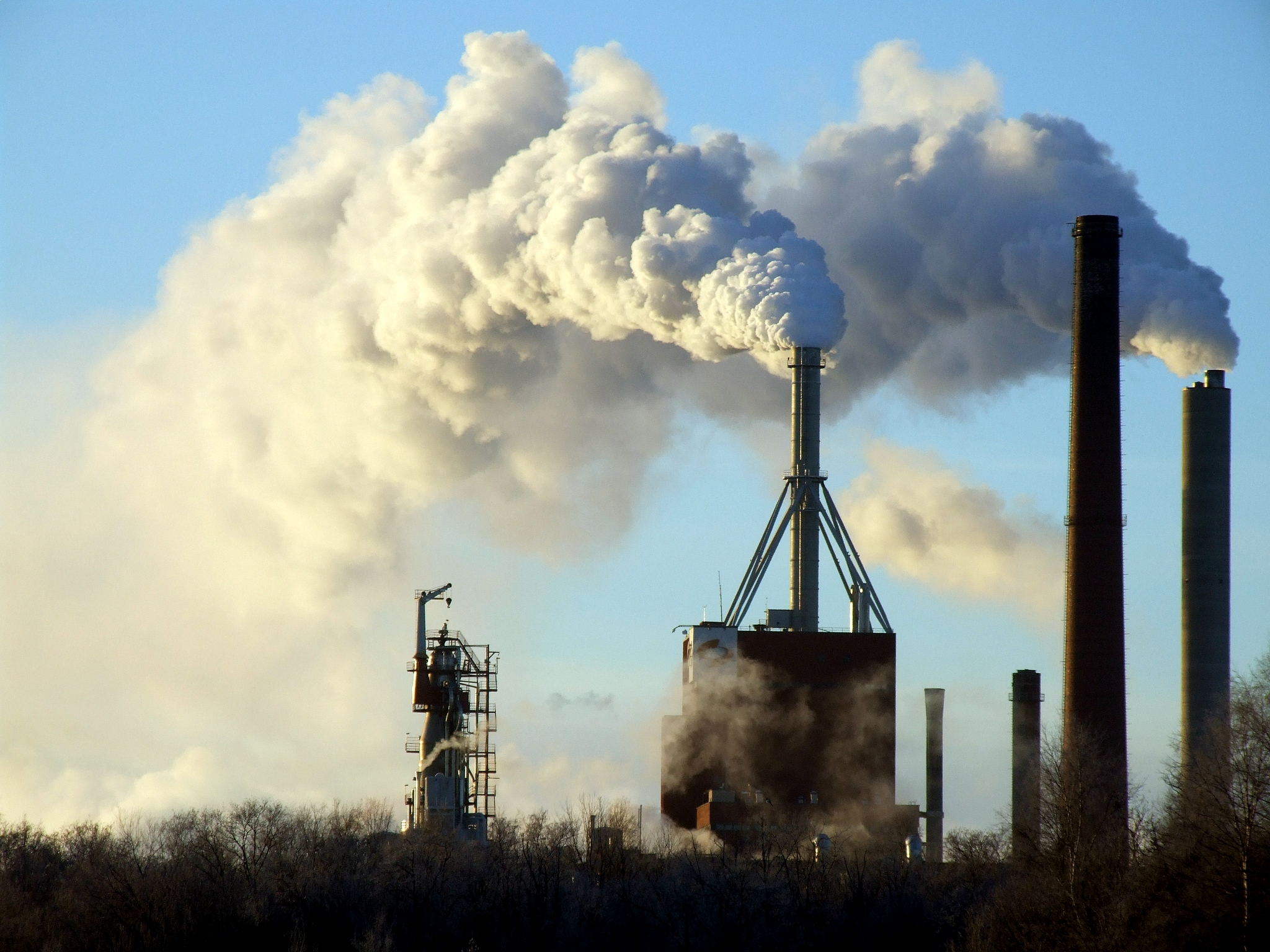
Industrias en Oulu.

Finlandia tiene una economía altamente industrializada, basada en grandes recursos forestales, altos niveles de inversión de capitales y máximo desarrollo tecnológico. Tradicionalmente, Finlandia ha sido un importador neto de capital para financiar el crecimiento industrial. Desde la década de 1980, la tasa de desarrollo económico de Finlandia ha sido una de las más altas de los países industrializados. Aunque consigue resistir los primeros años de la crisis económica surgida en 2008 finalmente en 2013 empieza la caída que se acentúa en principios del 2015.

## Principales sectores productivos
Los sectores dinámicos de Finlandia son la industria de la madera, los metales, la ingeniería, las telecomunicaciones y las industrias de la electrónica, junto al diseño. Además de la madera y de algunos minerales, Finlandia depende de las importaciones para abastecerse de materias primas, energía, y de algunos componentes para los productos manufacturados. Debido al clima, el desarrollo agrícola se limita a la autosuficiencia en productos básicos. La silvicultura, tiene importancia para la exportación y proporciona una ocupación secundaria para la población rural.

## Evolución desde los años noventa

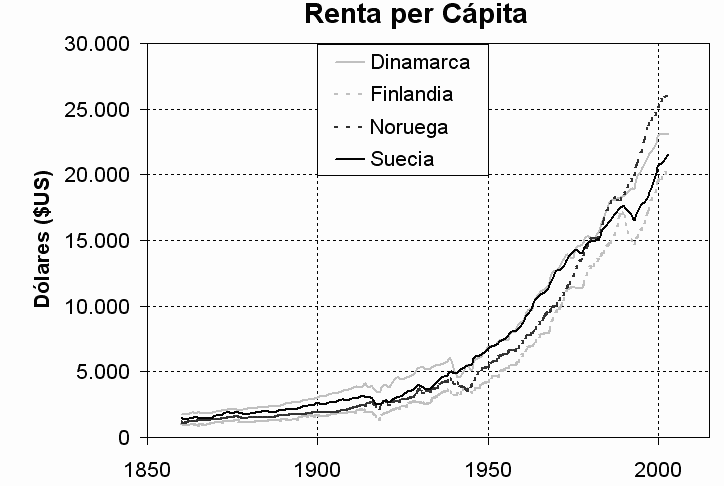
Comparación del PIB per cápita nominal de Dinamarca, Finlandia, Noruega y Suecia, desde 1850.

En 1991, Finlandia sufrió una profunda recesión causada por el recalentamiento económico y el colapso económico de la URSS, que supuso la finalización de las especiales relaciones comerciales exteriores que mantenía con la extinta Unión Soviética que habían llegado a representar el 20% del comercio exterior.
La devaluación de la moneda ayudó a estabilizar la economía y recuperar el crecimiento en el bienio 1993-1995, manteniendo hasta la fecha una de las tasas de crecimiento más altas de la OCDE.
Las exportaciones de mercancías contribuyen con más el de 20% del PPA y en 2005 alcanzaron el 45% del PIB
Finlandia se incorporó a la Unión Europea en 1995 y en 1999 se integró en la Eurozona, adoptando como moneda el euro.
En 2005 se produjo un proceso de desaceleración del crecimiento económico —calculado en torno al 1,2% del PIB—, como consecuencia de la crisis de la industria papelera al efectuar un paro generalizado la patronal. En junio de 2006 la situación se había restablecido y el Ministerio de Hacienda evaluó el crecimiento del PIB con respecto a 2005 en un 3,7%, frente al 2,1% del año anterior.

## Comercio exterior
En 2020, el país fue el 41.º exportador más grande del mundo (US $ 73,3 mil millones, 0,4% del total mundial). En la suma de bienes y servicios exportados, alcanza los US $ 107,4 mil millones, ubicándose en el puesto 36 del mundo. En términos de importaciones, en 2019, fue el 43.º mayor importador del mundo: 73 500 millones de dólares.

## Sector primario

### Agricultura
Finlandia produjo en 2018:
- 1,3 millones de toneladas de cebada;
- 818 mil toneladas de avena (noveno productor mundial);
- 600 mil toneladas de papa;
- 494 mil toneladas de trigo;
- 355 mil toneladas de remolacha azucarera, que se utiliza para producir azúcar y etanol;
- 70 mil toneladas de colza;
- 67 mil toneladas de zanahoria;
- 55 mil toneladas de pepino;
- 42 mil toneladas de centeno;
- 39 mil toneladas de tomate;

Además de producciones más pequeñas de otros productos agrícolas.

### Ganadería
En ganadería, Finlandia produjo, en 2019, 2,3 mil millones de litros de leche de vaca, 168 mil toneladas de carne de cerdo, 130 mil toneladas de carne de pollo, 87 mil toneladas de carne de res , entre otros.

## Sector secundario

### Industria
El Banco Mundial enumera los principales países productores cada año, según el valor total de la producción. Según la lista de 2019, Finlandia tenía la 44.ª industria más valiosa del mundo ($ 39.6 mil millones).
En 2019, Finlandia fue el 38.º productor mundial de  vehículos en el mundo (114 000) y el 37.º productor mundial de acero (3,5 millones de toneladas). El país también fue el séptimo mayor productor mundial de papel en 2019.

### Energía
En energías no renovables, en 2020, el país no produjo petróleo. En 2019, el país consumió 193 mil barriles / día (57 ° consumidor más grande del mundo). El país fue el 31.er mayor importador de petróleo del mundo en 2013 (236 mil barriles / día). En 2020, el país apenas produjo gas natural. En 2010, Finlandia fue el 33.º mayor importador de gas del mundo (4,7 mil millones de m³ por año). El país tampoco produce carbón. En 2019, Finlandia tenía 4  plantas atómicas en su territorio, con una potencia instalada de 2,7 GW.
En energías renovables, en 2020, Finlandia fue el 28.º productor mundial de energía eólica del mundo, con 2,4 GW de potencia instalada, y el 51.er productor mundial de energía solar, con 0,3 GW de potencia instalada.

### Minería
En 2019, el país fue el quinto productor mundial de cromo, el 17.º productor mundial de azufre y el 20.º productor mundial de fosfato

## Sector terciario

### Turismo
En 2018, el país recibió 3,2 millones de turistas internacionales. Los ingresos por turismo este año fueron de $ 3.6 mil millones.

## Datos macroeconómicos básicos
- PIB - Producto Interior Bruto (2004): 148.000 millones de €. (178.000 millones de $ USA)
- Paridad de poder adquisitivo (2005): 184.200 millones de $ USA.
- PIB - Per cápita: 28.340 € (30.900 $ USA).
- Paridad del poder adquisitivo Per cápita (2004): 29.000 $ USA.
- Inflación media anual (2005): 1,2%.
- Deuda externa aprox. (2003): N.D.
- Reservas: N.D.
- Importaciones (2004): 48.600 millones de $ USA.

- Principales países proveedores: Alemania, Suecia y Rusia.
- Principales productos de importación: Materias Primas, Bienes de Consumo y Bienes de capital.

- Exportaciones (2004): 59.200 millones de $ USA.

- Principales países clientes: Alemania, Suecia, Reino Unido.
- Principales productos de exportación: Maquinaria, equipos eléctricos y papel.

## Estructura delPIBen 2003
Distribución por sectores económicos del PIB total:
Agricultura, Silvicultura y Pesca: 3%.
Industria y construcción: 31%.
Industrias manufactureras y minería: N.D.
Servicios: 66%.
- Población activa: 2,6 millones de personas.
- Tasa de desempleo (2016): 9,3%.
- Población por debajo del nivel de pobreza: N.D.

- (N.D.): No disponible.

## Finlandia en el contexto internacional
| Indicador                               | Valor                                                  | Posición en el mundo                                                                          | Incremento                                                                          |
| --------------------------------------- | ------------------------------------------------------ | --------------------------------------------------------------------------------------------- | ----------------------------------------------------------------------------------- |
| Producto interior bruto (nominal)       | 237.511.999.000 $ Fuente: Banco Mundial (2009)         | Países más ricos del mundo por PIB · Finlandia: puesto 28.º                                   | 121.864.749.056 $ en 2000 (incr: 94,9%) Fuente: Evolución entre 1960 y 2009         |
| Superficie                              | 324.628 km² Fuente: Banco Mundial (2008)               | Países más extensos del mundo · Finlandia: puesto 66.º                                        | -                                                                                   |
| Población                               | 5.338.395 personas Fuente: Banco Mundial (2009)        | Países más poblados del mundo · Finlandia: puesto 100.º                                       | 5.176.198 personas en 2000 (incr: 3,1%) Fuente: Evolución entre 1960 y 2009         |
| Emisiones de CO2                        | 12,1 toneladas Fuente: Banco Mundial (2007)            | Países con mayores emisiones de CO2 · Finlandia: puesto 18.º                                  | 9,991 toneladas en 2000 (incr: 21,1%) Fuente: Evolución entre 1960 y 2007           |
| Renta per cápita                        | 44.491 $ Fuente: Banco Mundial (2009)                  | Países con mayor Renta Per Cápita · Finlandia: puesto 7.º                                     | 25.400 $ en 2000 (incr: 75,2%) Fuente: Evolución entre 1962 y 2009                  |
| Tasa de natalidad                       | 2 personas Fuente: Banco Mundial (2008)                | Países con mayor natalidad (niños por mujer) · Finlandia: puesto 94.º                         | 1,73 personas en 2000 (incr: 15,6%) Fuente: Evolución entre 1960 y 2008             |
| % usuarios Internet                     | 82,5 % Fuente: Banco Mundial (2008)                    | Países con mayor tasa de usuarios de Internet · Finlandia: puesto 5.º                         | 37,23 % en 2000 (incr: 121,6%) Fuente: Evolución entre 1990 y 2008                  |

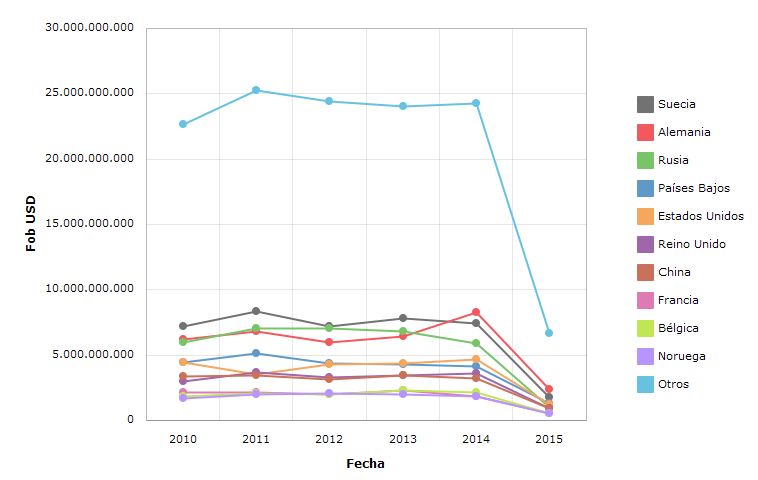
Exportaciones de Finlandia del periodo 2010-hasta abril de 2015.
Fuente.

| Promedio de días para crear una empresa | 14 días Fuente: Banco Mundial (2009)                   | Países más rápidos para montar una empresa · Finlandia: puesto 115.º                          | 31 días en 2003 (incr: -54,8%) Fuente: Evolución entre 2003 y 2009                  |

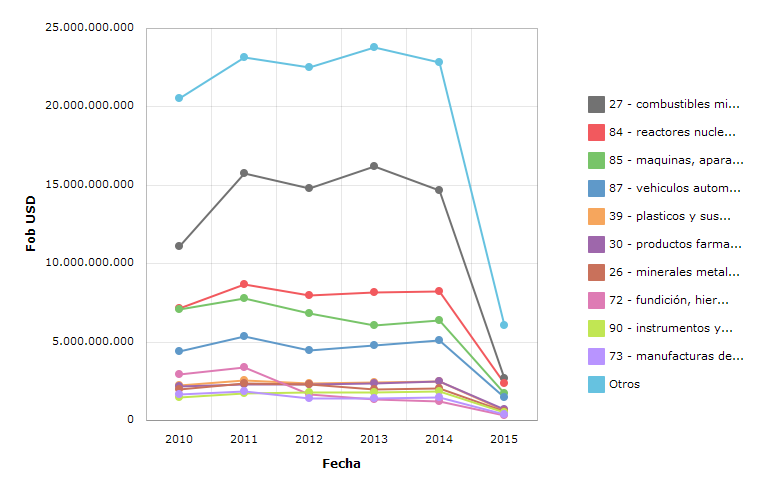
Importaciones de Finlandia del periodo 2010-hasta abril de 2015.
Fuente.

| Consumo de energía por habitante        | 6.895 kilogramos Fuente: Banco Mundial (2007)          | Países con mayor consumo de energía por habitante · Finlandia: puesto 12.º                    | 6.371,47 kilogramos en 2000 (incr: 8,2%) Fuente: Evolución entre 1960 y 2007        |
| Terreno dedicado a agricultura          | 7,5 % Fuente: Banco Mundial (2007)                     | Países con más terreno dedicado a la agricultura · Finlandia: puesto 178.º                    | 7,28 % en 2000 (incr: 3%) Fuente: Evolución entre 1961 y 2007                       |
| Potencia eléctrica consumida            | 17.162 kilowatios-hora Fuente: Banco Mundial (2007)    | Países con más potencia eléctrica consumida · Finlandia: puesto 3.º                           | 15.285,93 kilovatios-hora en 2000 (incr: 12,3%) Fuente: Evolución entre 1960 y 2007 |
| Superficie forestal                     | 225.100 km² Fuente: Banco Mundial (2007)               | Países con mayor superficie forestal · Finlandia: puesto 23.º                                 | 224.750 km² en 2000 (incr: 0,2%) Fuente: Evolución entre 1990 y 2007                |
| Carreteras pavimentadas                 | 65,4 % Fuente: Banco Mundial (2007)                    | Países con más carreteras pavimentadas · Finlandia: puesto 21.º                               | 62 % en 2000 (incr: 5,5%) Fuente: Evolución entre 1990 y 2007                       |
| Esperanza de vida (mujeres)             | 82,3 años Fuente: Eurostat (2008)                      | Países Europeos ordenados por mayor esperanza de vida para mujeres · Finlandia: puesto 19.º   | 56,8 años en 2000 (incr: 4,6%) Fuente: Evolución entre 1996 y 2008                  |
| Esperanza de vida (hombres)             | 75,2 años Fuente: Eurostat (2008)                      | Países Europeos ordenados por mayor esperanza de vida para hombres · Finlandia: puesto 18.º   | 56,3 años en 2000 (incr: 4,1%) Fuente: Evolución entre 1996 y 2008                  |
| N.º de muertes por cáncer               | 137 personas Fuente: Eurostat (2008)                   | Países Europeos ordenados por el número de muertes debidas al cáncer · Finlandia: puesto 22.º | 151,9 personas en 2000 (incr: -9,8%) Fuente: Evolución entre 1995 y 2008            |
| N.º de muertes por VIH                  | 0,1 personas Fuente: Eurostat (2008)                   | Países Europeos ordenados por el número de muertes debidas al VIH · Finlandia: puesto 17.º    | 0,2 personas en 2000 (incr: -50%) Fuente: Evolución entre 1995 y 2008               |
| N.º de camas en hospitales              | 695,6 unidades Fuente: Eurostat (2006)                 | Países Europeos ordenados por el número de camas en hospitales · Finlandia: puesto 8.º        | 754,8 unidades en 2000 (incr: -7,8%) Fuente: Evolución entre 1996 y 2006            |
| N.º de médicos en activo                | 244,5 médicos por 100.000 hab. Fuente: Eurostat (2005) | Países Europeos ordenados por el número de médicos en activo · Finlandia: puesto 17.º         | 232 unidades en 2000 (incr: 5,4%) Fuente: Evolución entre 1996 y 2005               |
| Índice de Competitividad Global         | 5,366 unidades Fuente: Foro Económico Mundial (2011)   | Países más competitivos · Finlandia: puesto 7.º                                               | 5,488 unidades en 2008 (incr: -2,2%) Fuente: Evolución entre 2008 y 2011            |

## Comercio exterior

### Importaciones
Se presentan a continuación las mercancías de mayor peso en las importaciones de Finlandia para el período 2010-hasta abril de 2015. Las cifras están expresadas en dólares estadounidenses valor FOB.
| Fecha Mercadería por capítulo arancelario | 2010           | 2011           | 2012           | 2013           | 2014           | enero-abril de 2015 |
| --- | -------------- | -------------- | -------------- | -------------- | -------------- | ------------------- |
| 27 - combustibles minerales, aceites minerales y productos de su destilación; materias bituminosas; ceras minerales                                                                                  | 11.128.647.472 | 15.767.409.572 | 14.808.456.649 | 16.175.488.635 | 14.670.502.074 | 2.689.949.624       |
| 84 - calderas, máquinas, aparatos y artefactos mecánicos; partes de estas máquinas o aparatos | 7.152.679.338  | 8.655.105.629  | 7.953.721.396  | 8.192.613.334  | 8.235.312.871  | 2.337.463.831       |
| 85 - máquinas, aparatos y material eléctrico, y sus partes | 7.081.444.996  | 7.776.398.968  | 6.833.566.496  | 6.060.617.536  | 6.397.893.818  | 1.710.777.411       |
| 87 - vehículos automóviles, tractores, velocípedos y demás vehículos terrestres, sus partes y accesorios                                                                                             | 4.386.949.074  | 5.353.652.890  | 4.455.847.343  | 4.761.448.518  | 5.109.979.655  | 1.489.103.990       |
| 39 - plásticos y sus manufacturas | 2.221.870.851  | 2.527.731.368  | 2.382.449.229  | 2.422.671.147  | 2.512.333.901  | 669.159.012         |
| 30 - productos farmacéuticos | 2.164.228.237  | 2.265.609.834  | 2.299.244.429  | 2.341.011.072  | 2.466.973.882  | 698.241.525         |
| 26 - minerales metalíferos, escorias y cenizas | 1.982.041.023  | 2.371.971.216  | 2.310.263.229  | 1.952.963.798  | 2.069.200.558  | 586.708.040         |
| 72 - hierro y acero de fundición | 2.915.074.920  | 3.395.018.789  | 1.644.057.914  | 1.331.213.314  | 1.225.630.050  | 324.358.295         |
| 90 - instrumentos y aparatos de óptica, fotografía o cinematografía, de medida, control o precisión; instrumentos y aparatos medicoquirurgicos; partes y accesorios de estos instrumentos o aparatos | 1.476.440.451  | 1.695.714.600  | 1.783.285.610  | 1.754.946.598  | 1.879.822.125  | 527.731.448         |
| 73 - manufacturas de fundición, hierro o acero | 1.668.968.787  | 1.879.633.091  | 1.428.406.007  | 1.376.001.485  | 1.447.035.291  | 407.545.074         |
| Demás capítulos | 20.528.586.198 | 23.172.697.332 | 22.482.816.388 | 23.763.355.836 | 22.861.006.332 | 6.037.350.904       |
| Total | 62.706.931.348 | 74.860.943.288 | 68.382.114.691 | 70.132.331.273 | 68.875.690.556 | 17.478.389.154      |

### Exportaciones
Se presentan a continuación los principales socios comerciales de Finlandia para el periodo 2010-hasta abril de 2015. La mayoría de sus importadores están en Europa salvo Estados Unidos, China y Rusia. Las cifras expresadas son en dólares estadounidenses valor FOB.
| Fecha País importador | 2010           | 2011           | 2012           | 2013           | 2014           | enero-abril de 2015 |
| --------------------- | -------------- | -------------- | -------------- | -------------- | -------------- | ------------------- |
| Suecia                | 7.181.547.913  | 8.314.103.880  | 7.165.879.761  | 7.785.247.249  | 7.437.870.663  | 1.725.065.775       |
| Alemania              | 6.193.846.599  | 6.822.532.239  | 5.963.926.393  | 6.428.501.447  | 8.237.190.850  | 2.344.120.016       |
| Rusia                 | 5.972.430.783  | 7.005.743.738  | 7.044.328.138  | 6.839.612.600  | 5.904.712.634  | 1.029.141.161       |
| Países Bajos          | 4.434.175.349  | 5.091.957.535  | 4.324.517.108  | 4.297.813.264  | 4.164.593.266  | 1.287.281.707       |
| Estados Unidos        | 4.437.432.845  | 3.498.654.175  | 4.263.077.338  | 4.339.665.607  | 4.663.287.762  | 1.216.369.299       |
| Reino Unido           | 2.981.954.775  | 3.669.513.746  | 3.268.549.320  | 3.480.290.248  | 3.615.777.037  | 945.479.768         |
| China                 | 3.386.344.764  | 3.459.434.509  | 3.156.542.234  | 3.471.162.327  | 3.185.127.579  | 915.540.923         |
| Francia               | 2.158.238.289  | 2.175.861.242  | 2.000.764.539  | 2.274.254.168  | 1.866.714.448  | 534.628.910         |
| Bélgica               | 1.839.422.093  | 2.033.914.283  | 2.001.970.185  | 2.301.918.367  | 2.131.220.869  | 535.756.993         |
| Noruega               | 1.675.537.248  | 1.973.119.299  | 2.091.171.203  | 1.977.261.244  | 1.859.896.056  | 540.689.619         |
| Resto del mundo       | 22.653.057.857 | 25.244.943.597 | 24.381.561.217 | 24.032.901.053 | 24.240.553.401 | 6.646.276.085       |
| Total                 | 62.913.988.513 | 69.289.778.243 | 65.662.287.436 | 67.228.627.573 | 67.306.944.567 | 17.720.350.257      |